# Jüdische Gemeinde Schwerin

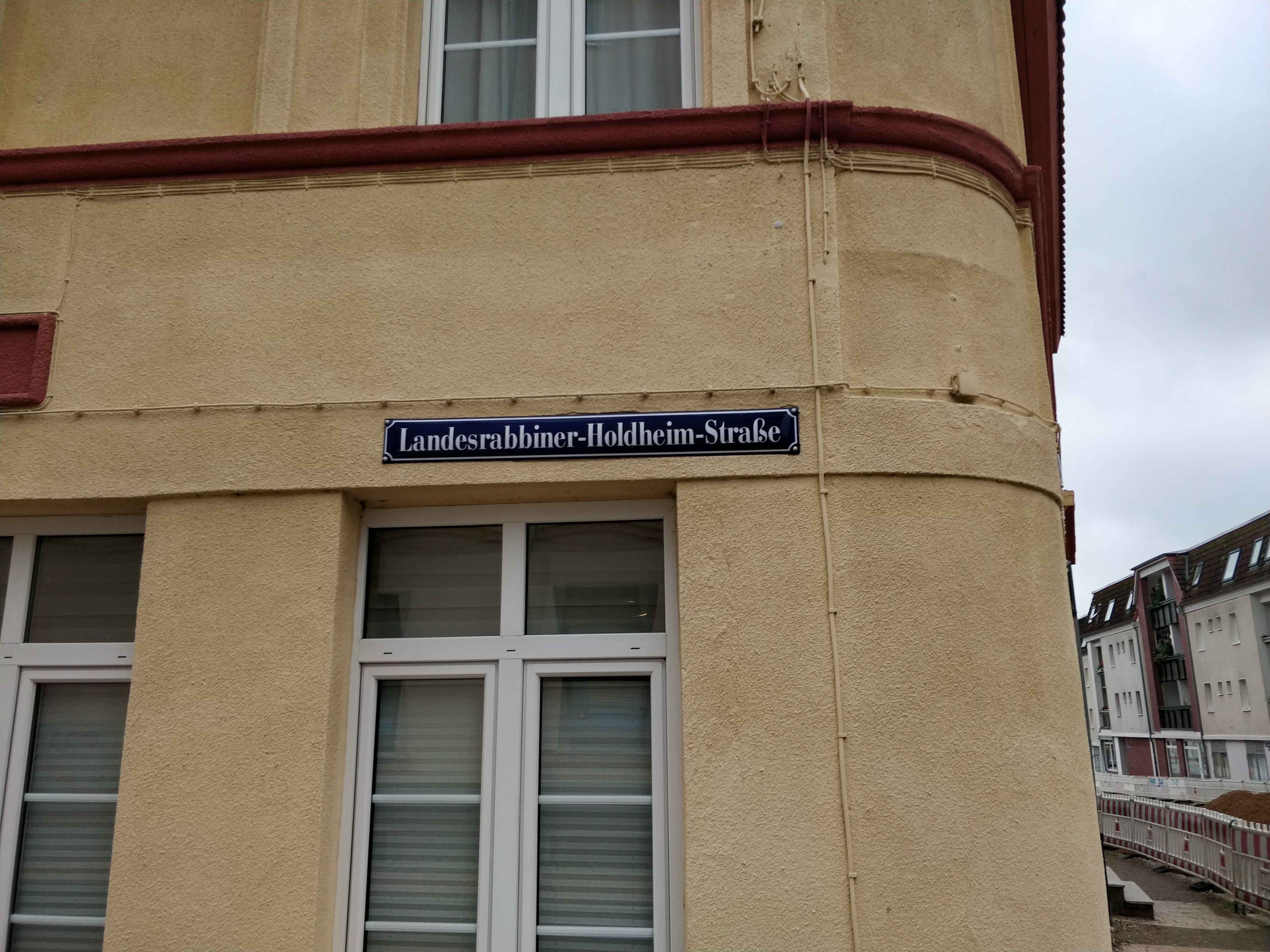
Landesrabbiner-Holdheim-Straße in Schwerin

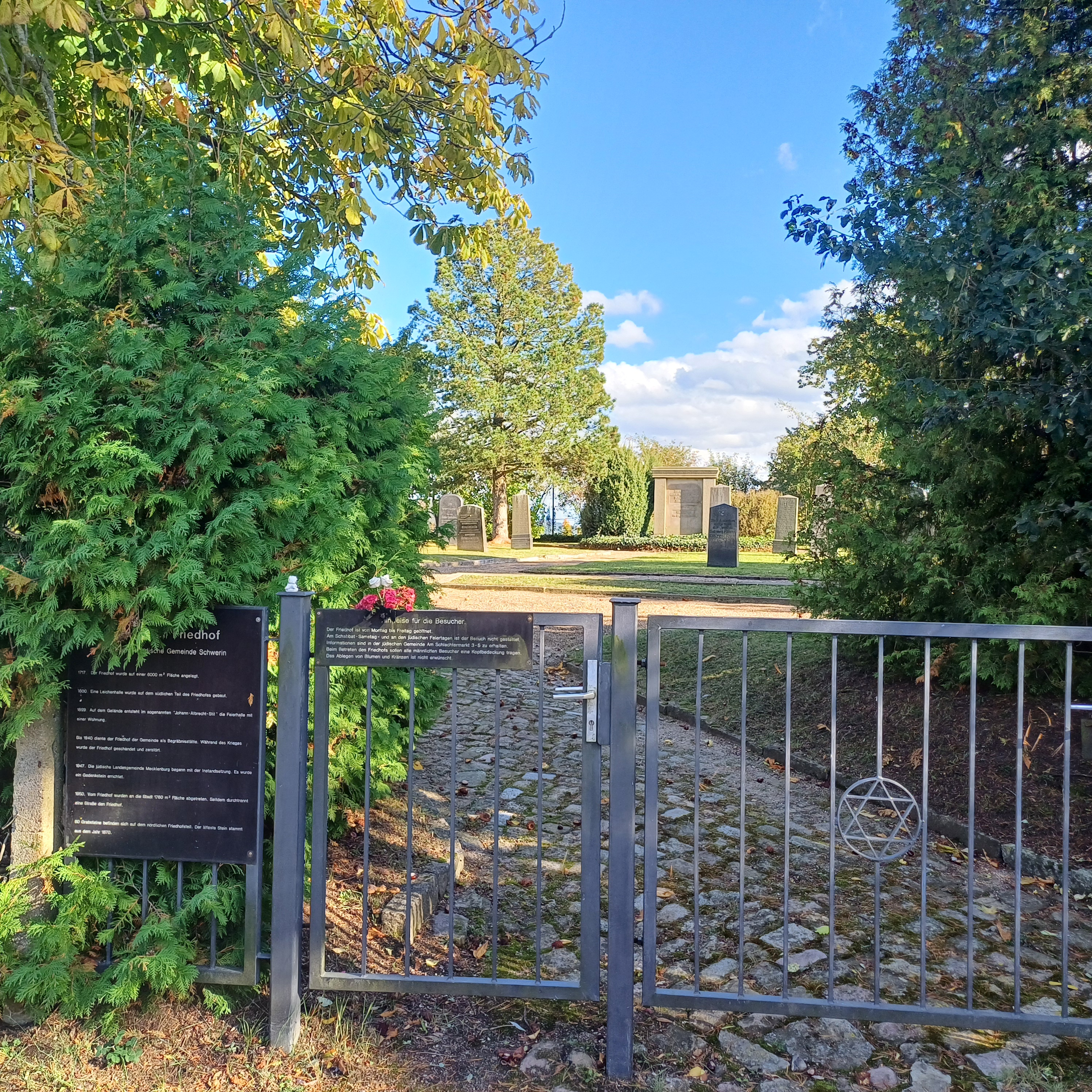
Eingang Jüdischer Friedhof Schwerin

Die Jüdische Gemeinde Schwerin in Schwerin/Mecklenburg besteht nach mittelalterlichen Anfängen seit 1671, mit Unterbrechung im NS-Staat nach der Zerstörung der Synagoge von 1938 bis 1946. Zum Ende der DDR bestand sie nur noch aus drei Mitgliedern, bevor durch die Zuwanderung aus Nachfolgestaaten der Sowjetunion ab 1994 neue Mitglieder die Gemeinde in Schwerin und parallel Rostock wieder aufleben ließen. Sie verfügte 2020 über etwa 650 Mitglieder sowie seit 2008 über eine neue Synagoge in der ehemaligen Schlachterstraße 3–5, nun Landesrabbiner-Holdheim-Straße 3–5. Dazu gehören die in Wismar lebenden Juden. Der übergeordnete Landesverband der Jüdischen Gemeinden in Mecklenburg-Vorpommern hat im selben Haus auch sein Büro und wird seit 2015 vom Landesrabbiner Yuriy Kadnykov betreut. Sein Vorgänger war William Wolff, der zum Wiederaufbau viel beigesteuert hat.

## Geschichte
Der früheste Beleg für jüdisches Leben in Mecklenburg stammt aus dem Jahr 1266 (Judei für Wismar, 1267 für Boizenburg); es dürften wahrscheinlich bereits hundert Jahre früher, im Zuge der deutschen Ostkolonisation durch Heinrich den Löwen, die ersten Juden in diese Region gelangt sein, ohne feste Wohnsitze zu erlangen. In Schwerin sind erstmals im Jahre 1324 jüdische Händler urkundlich nachgewiesen. Nach der Sternberger Judenverbrennung 1492 wegen angeblicher ‚Hostienschändung‘ erlosch auch in Schwerin jüdisches Leben für zwei Jahrhunderte.
Ab 1671 sind wieder Juden in der Stadt nachweisbar, als der Tabakhändler Levin Saalman einen herzoglichen Schutzbrief erhielt. Herzog Christian Ludwig I. gestattete 1679 den „beiden Hoffaktoren Bendix und Hagen als Gegenleistung für ihre Handels- und Kreditaktivitäten“ sich in Schwerin niederzulassen. Ein Friedhof wurde 1694 am Pfaffenteich eingerichtet, der 1717 auf das Schelffeld verlegt wurde. Der Tabakhändler Michael Hinrichs besaß lange ein Monopol bzw. sein Sohn Ruben, der als Hoffaktor dem finanzschwachen Herzog Carl Leopold diente. 1773 wurde der Bau einer Synagoge genehmigt, 1794 lebten 284 Juden in Schwerin. Antisemitische Ausfälle widerfuhren der Gemeinde während der Hep-Hep-Krawallen 1819. Danach wuchs langsam die Toleranz, der erste zugelassene Advokat Lewis Jacob Marcus förderte die Liberalisierung der traditionellen jüdischen Vorschriften und unterstützte den Reformrabbiner Samuel Holdheim ab 1840. 1849 erhielten die Schweriner Juden das Bürgerrecht. Die orthodoxen Juden, die oft aus Osteuropa kamen, wurden zu einer Minderheit. Ein Zeichen war der Verzicht auf die Reparatur des Tauchbades durch den Rat 1896.

### 20. Jahrhundert

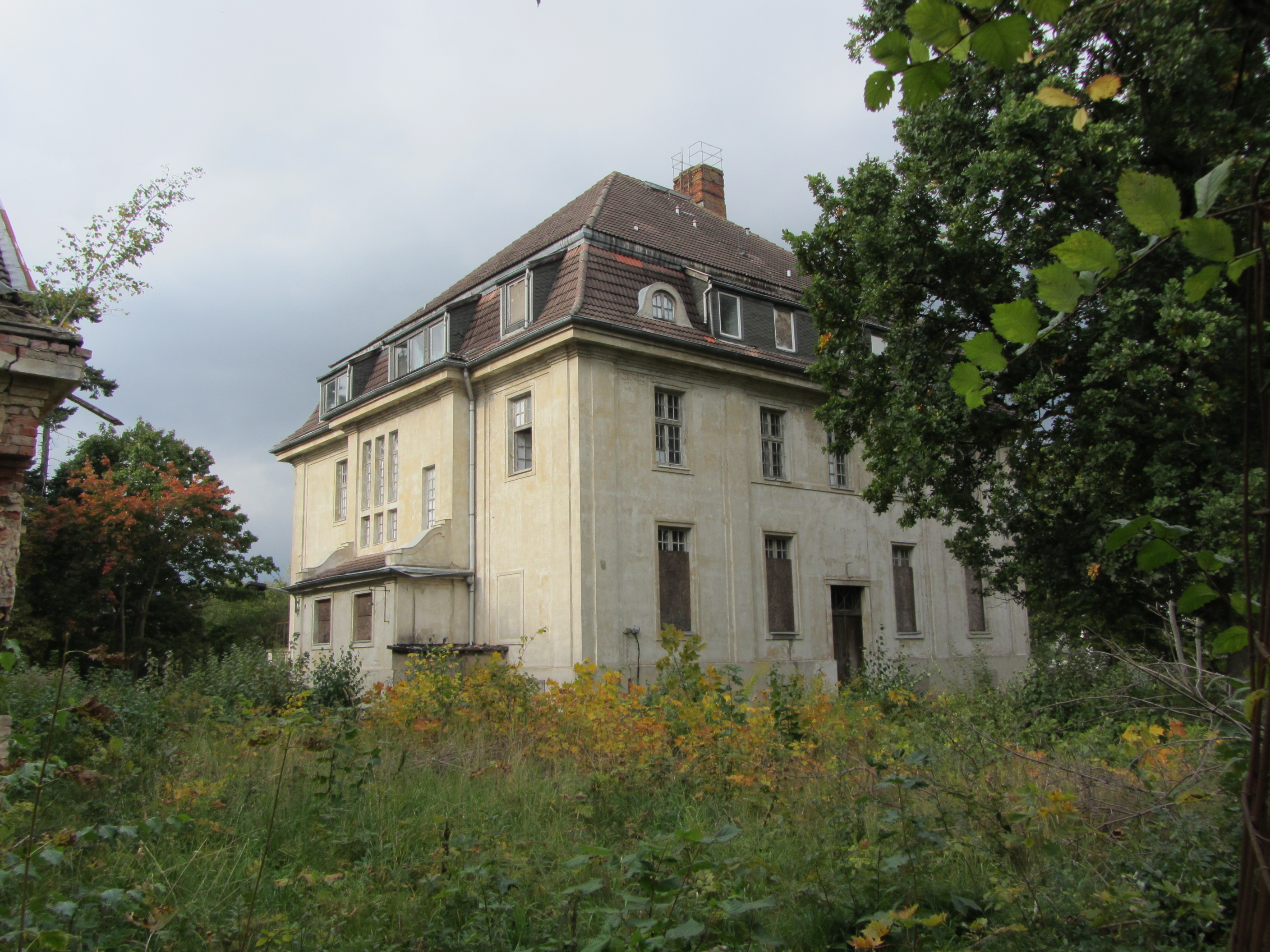
"Arisierte" Villa Weinbergstr. 1 in Schwerin (2012, vor der Renovierung)

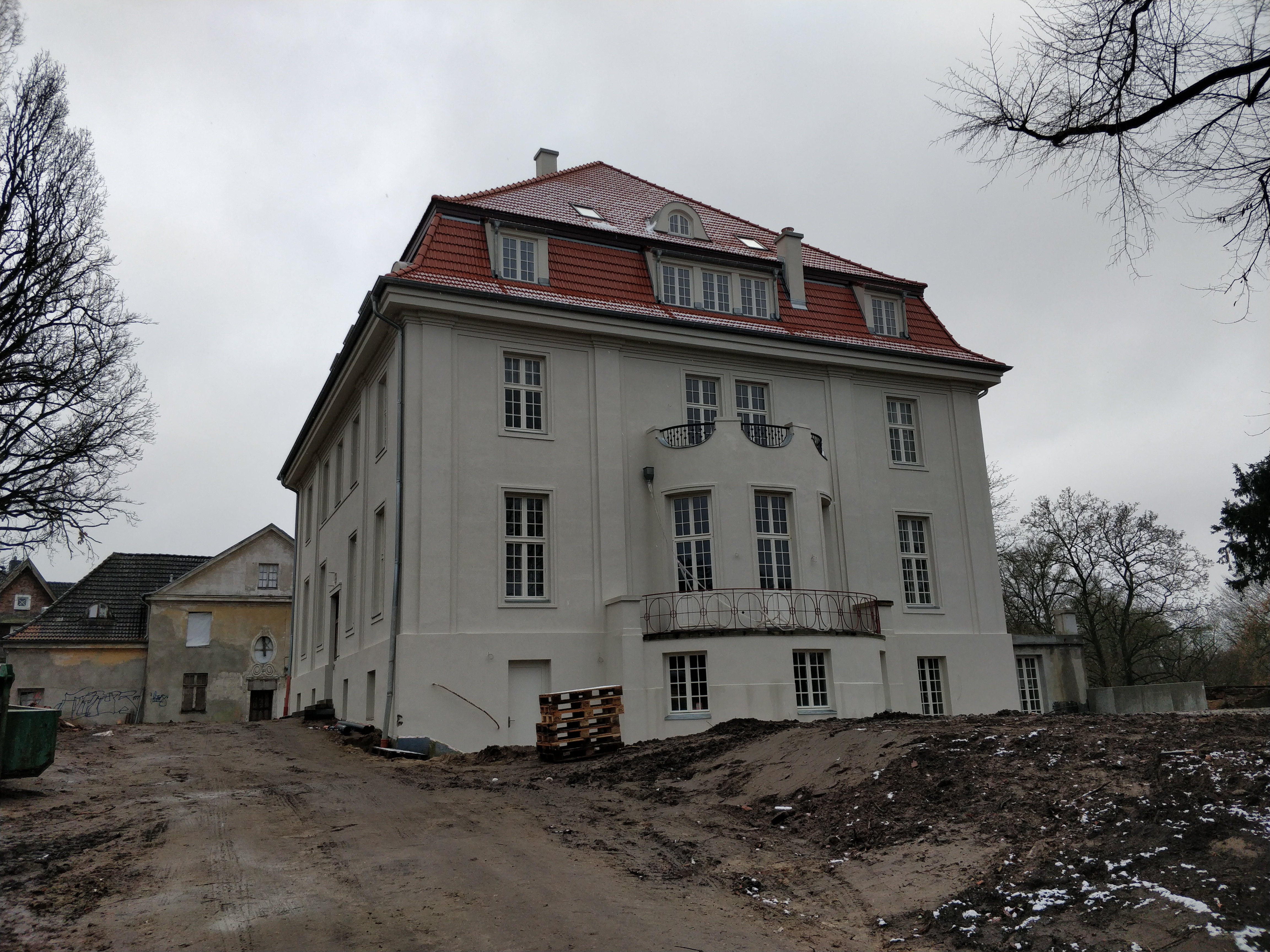
Villa Weinbergstr. 1 nach der Renovierung 2021

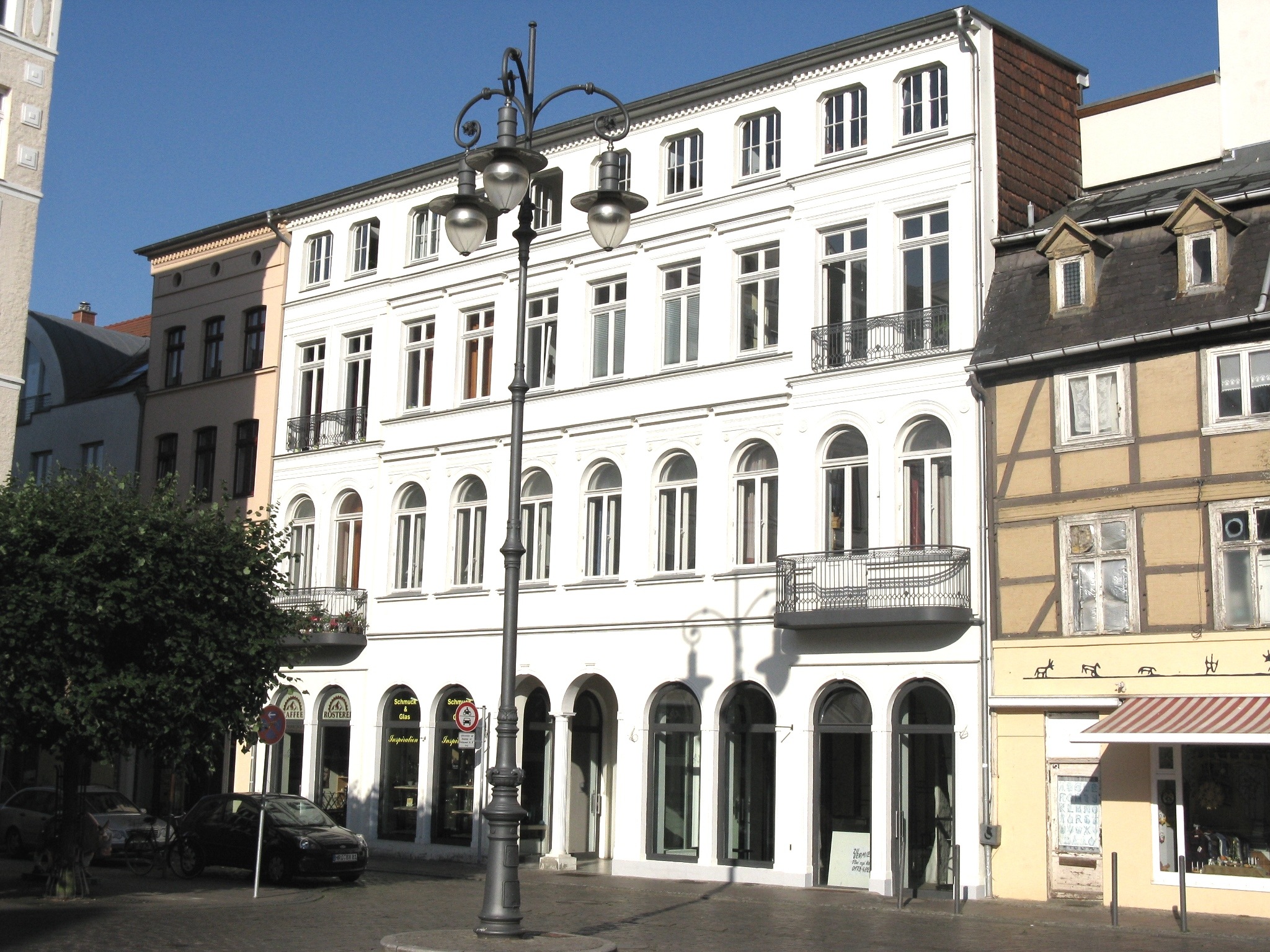
"Arisiertes" Kaufhaus Kychenthal (Zustand 2008)

Im 20. Jahrhundert nahm die Zahl der jüdischen Bewohner von anfangs etwa 300 auf 151 im Jahre 1932 ab, von denen 66 zur Gemeinde gehörten. Viele vormals eigenständige Landgemeinden (Brüel, Wittenburg, Dömitz, Gadebusch u. a.) wurden wegen ihrer Verkleinerung eingemeindet. In der Schweriner Gemeinde herrschte unter den deutschnationalen wohlhabenden Mitgliedern ein tiefes Misstrauen gegen die Zuwanderung von Ostjuden, die sie nicht aufnehmen wollten. Zum Eklat kam es 1924, als deshalb 34 Wohlhabende aus der Gemeinde austraten. Der Landesrabbiner Siegfried Silberstein verlegte darauf seinen Amtssitz nach Rostock.
Das Gemeindeleben konnte erst nach dem Boykott 1933 wiederbelebt werden. Nach einem Finanzskandal wurde der Arzt Dr. Otto Rosenbaum zum neuen Vorsitzenden gewählt. Das private Nervensanatorium von Dr. Erich und Gertrud Rosenhain in der Weinbergstr. 1 wurde arisiert und 1938 zur Gestapo-Dienststelle. Doch 1936 waren nur noch 71 jüdische Personen übrig. Zu den Exilanten gehörte der Rechtsanwalt Franz Meyersohn mit Familie, darunter der Junge Rolf Meyersohn, später Soziologe an der Columbia University, der das Schweriner Gymnasium besucht hatte. Beim Pogrom am 9. November 1938 wurde die Schweriner Synagoge zerstört. Jüdische Geschäfte – u. a. das Kaufhaus Kychenthal, der Zigarrenladen Gustav Perls (Wismarsche Straße 50a), das Juweliergeschäft Fritz Löwenthals (Schmiedestraße 18) – wurden demoliert. Der Schweriner Gestapochef Ludwig Oldach ließ die noch 16 in der Stadt lebenden männlichen Juden vorübergehend ins Zuchthaus Neustrelitz bringen. Für ihre Freilassung mussten sie sich bereit erklären, ihre Geschäfte zu verkaufen und Deutschland zu verlassen. Die in Schwerin verbliebenen Juden mussten ihre Wohnungen räumen und in Gebäude der jüdischen Gemeinde am Schlachtermarkt umziehen. Am 10. Juli 1942 wurden sie nach Auschwitz deportiert. Zu den Opfern gehörten der letzte Kantor und Lehrer Leo Mann und seine Ehefrau. Im November 1942 wurden die letzten Bewohner der Judenhäuser am Schlachtermarkt, darunter Louis Kychenthal, nach Theresienstadt deportiert; keiner hat überlebt. Die Familie des enteigneten und längst zur Ausreise entschlossenen Kaufmanns und Getreidehändlers Otto Löwenthal folgte noch am 12. Januar 1943, der Profiteur war der ehemalige Partner Paul Ohlerich.
Liste der Stolpersteine in Schwerin
Am Ende des Holocausts und nach dem Zweiten Weltkrieg lebten 1947 noch 98 Juden in Mecklenburg, davon 18 in Schwerin. 1946 wurde die Jüdische Landesgemeinde Mecklenburg auf Initiative des Ingenieurs Hugo Mehler (1880–1967) wiederbelebt, während ein paralleler Versuch im pommerschen Stralsund an der nicht erreichten Mindestzahl von zehn Männern scheiterte. Im folgenden Jahr erhielt die Gemeinde das Gebäude in der Schlachterstraße zurück. Volksbildungsminister Gottfried Grünberg (SED) war gegen eine Anerkennung als Körperschaft des öffentlichen Rechts, da er die Mitglieder der Gemeinde lediglich als Empfänger amerikanischer Unterstützungsleistungen ansah. Er lenkte jedoch 1948 nach Interventionen von Franz Dahlem, Kurt Bürger und Wilhelm Höcker ein. Im gleichen Jahr erhielt die Landesgemeinde auf Befehl der SMAD ihre Vermögenswerte und den zerstörten Schweriner Friedhof zurück. Dort stand seit 1946 ein Gedenkstein, die Grabstätten konnten 1951 wieder hergerichtet werden. Auf einen Wiederaufbau der zerstörten Synagoge wurde verzichtet, stattdessen ein Betraum in den sanierten Gebäuden in der Schlachterstraße eingerichtet und 1951 ein Gedenkstein an der Stelle des einstigen Gotteshauses aufgestellt. Die Finanzierung der Gemeinde erfolgte nach dem Krieg vor allem durch Spenden, später gab die DDR-Regierung Geld, das hauptsächlich für den Erhalt jüdischer Einrichtungen aufgewendet wurde.
1948 konnte der erste Gottesdienst unter dem Vorsitz des polnischen Kantors und KZ-Überlebenden Oljean Ingster (1928–2023) gefeiert werden, zu dem etwa 50 Personen kamen, davon 28 aus Schwerin.
Mit den Jahren beschränkten sich die Gottesdienste der durch den hohen Altersdurchschnitt weiter schrumpfenden Gemeinde auf wichtige Feiertage sowie auf Gedenkveranstaltungen anlässlich der Jahrestage der Pogromnacht oder der Auschwitzbefreiung. Um regelmäßig an Gottesdiensten teilnehmen zu können, reisten Mitglieder auf Gemeindekosten nach Berlin.
Vorsitzender der Landesgemeinde war von 1948 bis 1956 Franz Unikower, ein ehemaliger Sozialdemokrat, der im Zuge eines gegen ihn angestrengten Prozesses nach West-Berlin floh. Danach hatte bis 1962 Hugo Mehler dieses Amt inne und ab 1962 Alfred Scheidemann (SED), der seine Hauptaufgabe in der Unterstützung kranker und vereinsamter Gemeindemitglieder sowie der Organisation von Ferienlagern für jüdische Kinder in der DDR sah und dessen Tod 1972 faktisch zur Auflösung der Landesgemeinde führte. Sein einseitig israelkritischer Artikel in einer Tageszeitung während des Sechstagekriegs 1967 stürzte die jüdische Gemeinschaft in der DDR in eine Loyalitätskrise. Zwar übernahm kurzzeitig Udo Abrahamson (ausgeschieden nach Diebstahlskandal) das Amt und danach bis 1975 Heinrich Szniatkiewicz (* 1922, Auschwitzhäftling), bis 1980 gab es jedoch keinen neuen Leiter, sodass die Landesgemeinde von Dresden aus mitverwaltet wurde. Jeweils 1980 und 1989 fanden sich mit Friedrich Broido (1900–1989) und kurzzeitig Thomas Barthel neue Vorsitzende. 1987 verpflichtete sich die Stadt Schwerin in einem Vertrag mit der jüdischen Gemeinde, für die Broido verhandelt hatte, die Gebäude der Gemeinde als Gedenkstätte zu unterhalten.

### 21. Jahrhundert
Die Zahl der Mitglieder der Gemeinde Schwerin wuchs nach der politischen Wende 1989 von 8 Mitgliedern in Mecklenburg im Jahr 1990 auf über tausend um 2002, seither sank sie wieder auf etwa 650 (Stand November 2020), die sich fast ausschließlich aus Immigranten aus den Staaten der ehemaligen Sowjetunion zusammensetzen. Sie ist damit eine der größten Gemeinden in Ostdeutschland und wurde bis März 2015 von Landesrabbiner William Wolff betreut. Der neue Landesrabbiner Yuriy Kadnykov, gebürtiger Ukrainer, betreut seit April 2015 die Gemeinde in der Landeshauptstadt und in Rostock.

## Synagoge in Schwerin

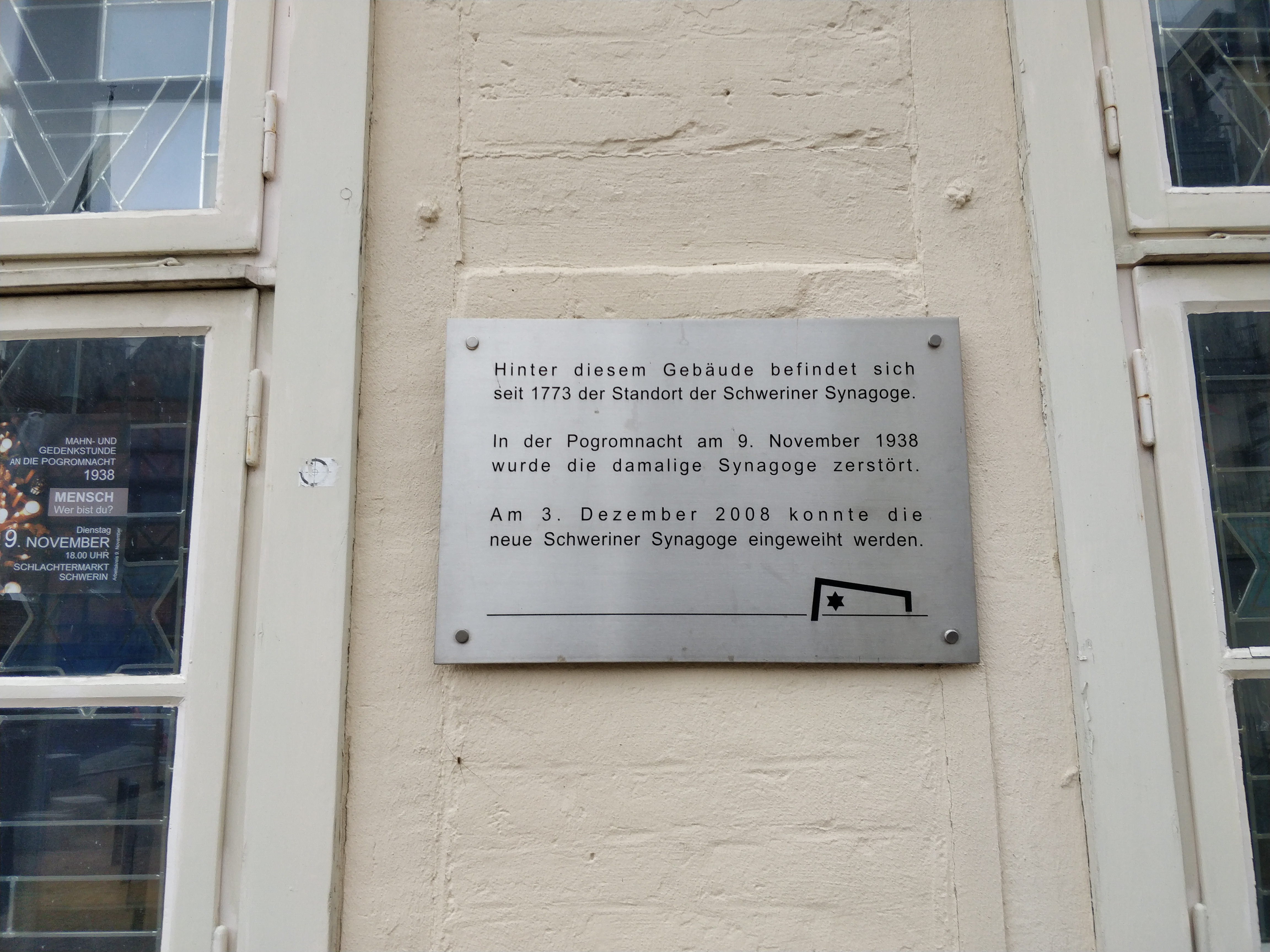
Hinweis auf die Synagoge Schwerin

In Schwerin hat es drei Synagogenbauten gegeben: Die erste wurde 1773 auf einem Hinterhof errichtet und eingeweiht – die erste im Herzogtum Mecklenburg-Schwerin. Rund 50 Jahre später ersetzte sie an gleicher Stelle eine zweite, größere Synagoge, um die herum Wohnhäuser für den Landesrabbiner und den Kantor entstanden. Von beiden Gebäuden ist wenig bekannt, es gibt nur eine Innenansicht. 1866 erfolgten Umbauten nach Plänen von Georg Daniel. Daran beteiligt waren auch der Schweriner Baurat Diedrich Carl Susemihl und der Tischlermeister Wilhelm Peo. Der im Innern mit einer Tonne überwölbte Fachwerkbau erhielt damals eine byzantisierende Ausstattung, deren bedeutendstes Teil die von einem Baldachin mit einer Zwiebelkuppel bekrönte Toraschrein war. 1938 wurde die Synagoge verwüstet und wenig später unter Zwang von der Gemeinde abgerissen. Ein Abbrennen in der hier eng mit Fachwerkhäusern bebauten Altstadt war nicht möglich.
Im Dezember 2007 wurde der Neubau einer Synagoge an historischer Stelle, im Hof Schlachterstraße 3 und 5, wo die alte Synagoge bis 1938 165 Jahre stand, beschlossen. Dafür stellte das Bildungsministerium Mecklenburg-Vorpommern 600.000 Euro zur Verfügung, weiterhin beteiligen sich die Stadt, die Gemeinde und ein Förderverein an den Kosten. Die Einweihung erfolgte am 3. Dezember 2008. Das neue etwa 15 mal 12 Meter große Ziegelgebäude bietet etwa 100 Menschen Platz.

## Einzelbelege
1. ↑  Christa Cordshagen: Zur Geschichte der in Mecklenburg ansässigen Juden von Anfängen bis 1492. In: Irene Diekmann (Hrsg.): Wegweiser durch das jüdische Mecklenburg-Vorpommern. Verlag für Berlin-Brandenburg, Potsdam 1998, ISBN 3-930850-77-X, S. 14.
2. 1 2  Schwerin (Mecklenburg-Vorpommern). In: jüdische-gemeinden.de. Abgerufen am 20. Juni 2021.
3. ↑  Bernd Kasten: Schwerin. In: Irene Diekmann, Moses Mendelssohn-Zentrum für Europäisch-Jüdische Studien (Hrsg.): Wegweiser durch das jüdische Mecklenburg-Vorpommern. Verlag für Berlin-Brandenburg, Potsdam 1998, ISBN 3-930850-77-X, S. 224 ff., hier 228–233.
4. ↑  Kasten (1998), S. 233f.
5. ↑  Arzt und Gemeindevorsteher Dr. med. Otto Rosenbaum. Abgerufen am 29. Oktober 2021.
6. ↑  Wo früher die Gräfin wohnte. Abgerufen am 29. Oktober 2021.
7. ↑  Franz Meyersohn. In: Gegen das Vergessen. Abgerufen am 2. November 2021 (deutsch).
8. ↑  Adressbuch Schwerin 1935. Abgerufen am 3. November 2021.
9. ↑  Matthias Hufmann: Ein Stolperstein in der Schmiedestraße 18. 5. März 2014, abgerufen am 30. Oktober 2021.
10. ↑  CHRI: Spannendes aus Schwerins Vergangenheit: Ein dunkles Kapitel der Stadtgeschichte | svz.de. Abgerufen am 29. Oktober 2021.
11. ↑  Leo und Frieda Mann. In: Bannenberg, Dagmar u. a. (Hrsg.): "Was bleibt ...?" : Opfer des NS-Regimes in Mecklenburg und Vorpommern. 2014, S. 206–209.
12. ↑  Angaben nach Kasten (1998)
13. ↑  Geschichte des Hauses. Abgerufen am 2. November 2021 (deutsch).
14. ↑  Kasten (1998), S. 238f.
15. ↑  Axel Seitz: Geduldet und Vergessen. Die Jüdische Landesgemeinde Mecklenburg zwischen 1948 und 1990. Temmen, Bremen 2001, ISBN 3-86108-773-1.
16. 1 2 3  Axel Seitz: Synagoge in Schwerin: Geschichte des Jüdischen Lebens. (mp3-Audio; 26,6 MB; 28:36 Minuten) In: WDR-5-/WDR-3-Sendung „Lebenszeichen“. 18. Juni 2021, abgerufen am 20. Juni 2021.
17. ↑  Erica Burgauer: Zwischen Erinnerung und Verdrängung : Juden in Deutschland nach 1945. Rowohlt, Reinbek bei Hamburg 1993, ISBN 3-499-55532-8, S. 191–194.
18. ↑  USC Shoah Foundation Institute testimony of Heinrich Szniatkiewicz - Collections Search - United States Holocaust Memorial Museum. Abgerufen am 29. Oktober 2021.
19. ↑  Bernd Kasten, Jens-Uwe Rost: Schwerin. Geschichte der Stadt. Helms, Schwerin 2005, ISBN 3-935749-38-4, S. 331–332
20. ↑  Axel Seitz: Ein offenes Haus. 18. April 2019, abgerufen am 29. Oktober 2021.
21. ↑  Horst Ende: Georg Daniel als Architekt und Denkmalpfleger in Mecklenburg. Vortrag am 11. Februar 2004 zu seinem 175. Geburtstag im Landesamt für Denkmalpflege.
22. ↑  Axel Seitz: Schwerin: Ein Ort, drei Synagogen. NDR, abgerufen am 30. Oktober 2021.
23. ↑  Neue Synagoge Schwerin. In: zentralratdjuden.de. Archiviert vom Original am 5. August 2017; abgerufen am 25. März 2013.